# The PoW show
The PoW show, som spelade 1969–1970, var en scenproduktion av Knäppupp AB med Povel Ramel och Wenche Myhre på scen. Efter uppföljaren PoW show II – Andra varvet runt några år senare kallades den också PoW show I.
All text och musik skrevs av Povel Ramel, och för regi och koreografi svarade Jackie Söderman. Curt Peterson var producent och musiker var Leif Asp, Sture Åkerberg och Rune Carlsson.
The PoW show var Knäppupps första scenproduktion efter att den tidigare hemmascenen Idéonteatern vid Brunkebergstorg i Stockholm hade rivits inför bygget av det nya kulturhuset. Uppsättningen hade premiär den 17 juli 1969 på Rondo i Göteborg och fortsatte därefter till Kronprinsen i Malmö och Hamburger Börs i Stockholm, turnerade sedan i folkparker över Sverige och avslutade på Gröna lund i Stockholm 1970.